# Franse presidentsverkiezingen 2007
De Franse presidentsverkiezingen 2007 waren de negende presidentsverkiezingen tijdens de Vijfde Franse Republiek.
Nicolas Sarkozy is bij deze verkiezingen gekozen tot de nieuwe president van Frankrijk. Hij volgde daarmee op 16 mei 2007 Jacques Chirac op. Chirac heeft twee ambtstermijnen als president gediend: een van zeven en een van vijf jaar.
Zondag 6 mei moesten de Fransen kiezen tussen Nicolas Sarkozy en Ségolène Royal. Zij haalden de meeste stemmen in de eerste ronde.
De eerste ronde vond plaats op zondag 22 april; er deden 12 kandidaten mee. De opkomst was hoog: 83,77%. In die eerste ronde won Sarkozy 31,11% van de stemmen, Royal behaalde 25,87%. Verder kregen de gematigde François Bayrou 18,57% en de extreemrechtse Jean-Marie Le Pen 10,44% van de stemmen. In beide ronden van deze verkiezingen was de opkomst hoog, beide keren meer dan 80%.

## Kiessysteem
Uitgangspunt van de verkiezingen is, dat in één ronde een kandidaat de meerderheid van de stemmen krijgt. Omdat van de vele kandidaten normaal er geen in één keer de meerderheid krijgt, moet er een tweede ronde worden gehouden tussen de twee kandidaten, die in de eerste ronde de meeste stemmen hebben gekregen.
De nieuwe president wordt tegenwoordig aangesteld voor een ambtstermijn van vijf jaar.

## Kalender
| Datum            | Gebeurtenis                                                         |
| ---------------- | ------------------------------------------------------------------- |
| 22 februari 2007 | Besluit tot bijeenroepen van de verkiezingen                        |
| 16 maart 2007    | Uiterste datum voor het inzenden van 500 benodigde handtekeningen   |
| 19 maart 2007    | Officiële kandidatenlijst bekendgemaakt                             |
| 9 april 2007     | Officiële campagne begint                                           |
| 20 april 2007    | Officiële campagne eindigt                                          |
| 22 april 2007    | Eerste stemronde                                                    |
| 25 april 2007    | Officiële resultaten eerste ronde bekendgemaakt                     |
| 27 april 2007    | Officiële kandidatenlijst tweede ronde bekendgemaakt                |
| 6 mei 2007       | Tweede stemronde                                                    |
| 10 mei 2007      | Officiële resultaten tweede ronde bekendgemaakt                     |
| 17 mei 2007      | Termijn van Jacques Chirac loopt af - laatste datum voor overdracht |

## Kandidaten
De officiële kandidatenlijst is op 19 maart bekendgemaakt door de Constitutionele Raad en bevat 12 kandidaten.

### Kandidaten die meer dan 10% scoorden in de peilingen
- Ségolène Royal werd door de Parti Socialiste op 17 november 2006 verkozen als kandidaat van haar partij. Ze was de eerste vrouw die namens een belangrijke partij aan Franse presidentsverkiezingen deelnam.
- Nicolas Sarkozy, minister van Binnenlandse Zaken, werd op 14 januari 2007 door de rechtse Union pour un Mouvement Populaire (UMP) tot kandidaat namens zijn partij verkozen.[2] Sarkozy was de enige kandidaat, omdat mogelijke tegenkandidaten zoals minister van Defensie Michèle Alliot-Marie en minister-president Dominique de Villepin zich niet voor de einddatum van 31 december 2006 hadden gemeld. Volgens de statuten van de UMP mochten leden van deze partij zich aanmelden als onafhankelijk kandidaat, maar van die mogelijkheid maakte niemand gebruik.
- Jean-Marie Le Pen, de leider van het extreemrechtse Front National, die bij de vorige verkiezingen in 2002 de tweede ronde haalde tegenover Jacques Chirac, kon niet weer voor een verrassing zorgen.[3]
- François Bayrou werd op 2 december 2006 genomineerd door de centrumrechtse Union pour la Démocratie Française (UDF).

### Kandidaten die minder dan 10% scoorden in de peilingen
- Philippe de Villiers was kandidaat namens zijn traditionalistische Mouvement pour la France (MPF).
- Arlette Laguiller van de linkse partij Lutte Ouvrière stelde zich ondertussen al voor de zesde keer kandidaat.
- Andersglobalist José Bové stelde zich op 1 februari kandidaat.
- Dominique Voynet was kandidaat namens Les Verts (de Groenen).
- Marie-George Buffet was de communistische (PCF) kandidaat.
- Olivier Besancenot was kandidaat namens de Trotskistische Ligue communiste révolutionnaire (LCR).
- Frédéric Nihous, namens de rechtse Partij voor jacht, visserij, natuur en traditie.
- Gérard Schivardi, een "onafhankelijke" kandidaat, maar gesteund door de linkse Parti des Travailleurs (Arbeiderspartij).

### Peilingen
Tijdens deze presidentsverkiezingen speelden opiniepeilingen een grotere rol dan in voorgaande verkiezingen, omdat de drie grootste kanshebbers elkaar met weinig verschil naderden. Vrijdag, op de laatste dag dat er peilingen gepubliceerd mochten worden, zei 40% van de kiezers nog niet te weten op wie ze gingen stemmen.
De laatste peiling van Ipsos (21 april 2007): Sarkozy 30%, Royal 23.5%, Bayrou 17%.

## Uitslag eerste ronde

Stemmen

Volgens de officiële uitslag hadden Sarkozy en Royal de meeste stemmen gekregen, zodat zij het tegen elkaar opnamen in de tweede ronde, die op 6 mei plaatsvond.
| Kandidaat                | Partij | Stemmen    | %      |
| ------------------------ | ------ | ---------- | ------ |
| Nicolas Sarkozy          | UMP    | 11.448.663 | 31,18% |
| Ségolène Royal           | PS     | 9.500.112  | 25,87% |
| François Bayrou          | UDF    | 6.820.119  | 18,57% |
| Jean-Marie Le Pen        | FN     | 3.834.530  | 10,44% |
| Olivier Besancenot       | LCR    | 1.498.581  | 4,08%  |
| Philippe de Villiers     | MPF    | 818.407    | 2,23%  |
| Marie-George Buffet      | PCF    | 707.268    | 1,93%  |
| Dominique Voynet         | Verts  | 576.666    | 1,57%  |
| Arlette Laguiller        | LO     | 487.857    | 1,33%  |
| José Bové                | Onafh. | 483.008    | 1,32%  |
| Frédéric Nihous          | CPNT   | 420.645    | 1,15%  |
| Gérard Schivardi         | PT     | 123.540    | 0,34%  |
| Totaal (opkomst 83,77 %) |        | 36.719.396 | 100%   |

Bron:

## Uitslag tweede ronde
In de tweede ronde, op 6 mei 2007, behaalde Nicolas Sarkozy de overwinning, met 53% van de stemmen, tegen 47% voor Ségolène Royal. Daarmee werd Sarkozy de nieuwe president van Frankrijk.
| Kandidaat                | Partij | Stemmen    | %      |
| ------------------------ | ------ | ---------- | ------ |
| Nicolas Sarkozy          | UMP    | 18.983.138 | 53,06% |
| Ségolène Royal           | PS     | 16.790.440 | 46,94% |
| Totaal (opkomst 83,97 %) |        | 37.342.004 | 100%   |

Bron: